# 洛爾代甘
洛爾代甘是伊朗的城市，位於該國西南部札格羅斯山脈中部，由恰哈馬哈勒－巴赫蒂亞里省負責管轄，處於首都德黑蘭以南460公里，海拔高度1,556米，2006年人口22,728。